# (23402) Турчина
(23402) Турчина (лат. Turchina) — типичный астероид главного пояса, открыт 8 октября 1969 года советским астрономом Людмилой Черных в Крымской астрофизической обсерватории и 6 марта 2004 года назван в честь писателя Галины Турчиной.

## Обнаружение и именование
(23402) Турчина
Открыт 8 октября 1969 года в Крымской астрофизической обсерватории Л. И. Черных.
Галина Петровна Турчина (р. 1937) — писательница и драматург из Москвы, автор нескольких книг, пьес и сценариев. Она сотрудничает с Малым театром, основала издательство «Лазурь» и является главным редактором трёх журналов для молодёжи и детей.
Оригинальный текст (англ.)23402 Turchina
Discovered 1969 Oct. 8 by L. I. Chernykh at the Crimean Astrophysical Observatory.
Galina Petrovna Turchina (b. 1937) is a writer and dramatist at Moscow, author of several books, plays and scripts. She collaborates with the Maly Teatre, founded a publishing house, "Lazur" (Azure), and is the editor-in-chief of three magazines for youth and children.
Источники: WGSBN Bull. 3, #12, 7; M.P.C. 51189.

## Орбита

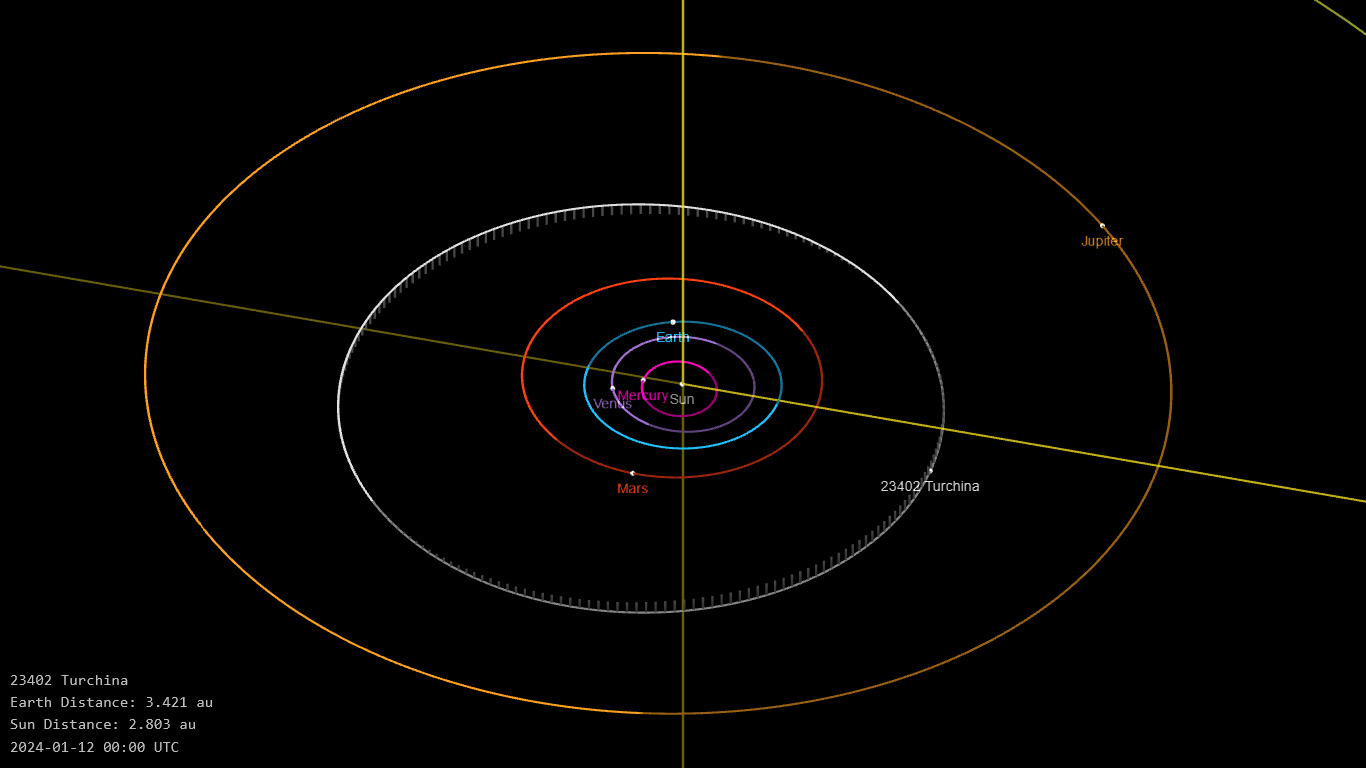
Орбита астероида Турчина и его положение в Солнечной системе

## Физические характеристики
Астероид относится к таксономическому классу C.
По результатам наблюдений в видимом и ближнем инфракрасном диапазоне космического телескопа NEOWISE диаметр астероида оценивался равным 10,047±0,198 км и 8,53±2,58 км. Согласно тем же источникам альбедо оценивается как 0,0837±0,0037, 0,11±0,10 и 0,084±0,004.